# Ciclismo nos Jogos Olímpicos de Verão de 2016 - Perseguição por equipes feminino

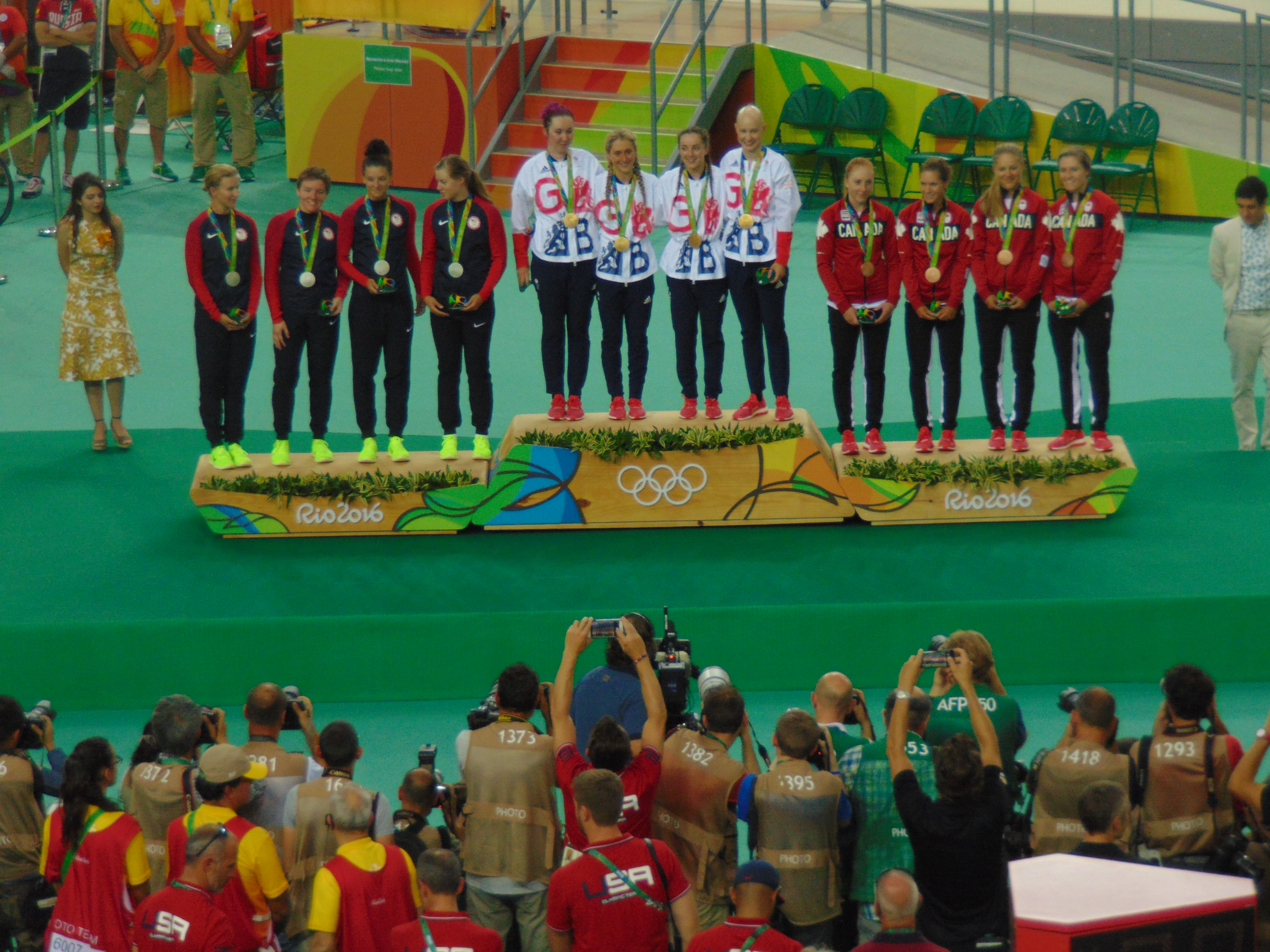
Pódio da prova com a Grã-Bretanha no lugar mais alto.

A prova de perseguição por equipes feminino do ciclismo nos Jogos Olímpicos de Verão de 2016 foi disputada nos dias 11 e 13 de agosto no Velódromo Municipal do Rio.

## Calendário
Horário local (UTC-3)
| Dia          | Fase          |
| ------------ | ------------- |
| 11 de agosto | Qualificação  |
| 13 de agosto | Primeira fase |
| 13 de agosto | Final         |

## Medalhistas
|  | GBR Grã-Bretanha                                               |  | USA Estados Unidos                                      |  | CAN Canadá                                                                  |
|  | Katie Archibald Laura Trott Elinor Barker Joanna Rowsell Shand |  | Sarah Hammer Kelly Catlin Chloe Dygert Jennifer Valente |  | Allison Beveridge Jasmin Glaesser Kirsti Lay Georgia Simmerling Laura Brown |

## Resultados

### Qualificação
As oito equipas mais rápidas se qualificam para a primeira fase, do qual, as quatro primeiras colocadas permanecem na disputa pela medalha de ouro e as quatro seguintes vão em busca da medalha de bronze.
| Pos. | CON                | Ciclista                                                            | Resultado | Notas |
| ---- | ------------------ | ------------------------------------------------------------------- | --------- | ----- |
| 1    | GBR Grã-Bretanha   | Katie Archibald Laura Trott Elinor Barker Joanna Rowsell Shand      | 4:13.260  | Q,    |
| 2    | USA Estados Unidos | Sarah Hammer Kelly Catlin Chloe Dygert Jennifer Valente             | 4:14.286  | Q     |
| 3    | AUS Austrália      | Georgia Baker Annette Edmondson Amy Cure Melissa Hoskins            | 4:19.059  | Q     |
| 4    | CAN Canadá         | Allison Beveridge Jasmin Glaesser Laura Brown Georgia Simmerling    | 4:19.599  | Q     |
| 5    | NZL Nova Zelândia  | Lauren Ellis Racquel Sheath Rushlee Buchanan Jaime Nielsen          | 4:20.061  | q     |
| 6    | CHN China          | Huang Dongyan Jing Yali Ma Menglu Zhao Baofang                      | 4:25.246  | q     |
| 7    | ITA Itália         | Simona Frapporti Tatiana Guderzo Francesca Pattaro Silvia Valsecchi | 4:25.543  | q     |
| 8    | POL Polônia        | Daria Pikulik Edyta Jasińska Justyna Kaczkowska Natalia Rutkowska   | 4:28.988  | q     |
| 9    | GER Alemanha       | Gudrun Stock Charlotte Becker Mieke Kröger Stephanie Pohl           | 4:30.068  |       |

### Segunda fase
O alinhamento dos grupos foi realizado da seguinte maneira:
- Bateria 1 - 6º x 7º qualificado
- Bateria 2 - 5º x 8º qualificado
- Bateria 3 - 2º x 3º qualificado
- Bateria 4 - 1º x 4º qualificado

As vencedoras das baterias 3 e 4 passam para a final na disputa da medalha de ouro. As restantes seis equipas são classificadas através do tempo, disputando a medalha de bronze, o quinto ou o sétimo lugar.
| Pos | Bateria | CON                | Ciclista                                                            | Result      | Notas |
| --- | ------- | ------------------ | ------------------------------------------------------------------- | ----------- | ----- |
| 1   | 4       | GBR Grã-Bretanha   | Katie Archibald Laura Trott Elinor Barker Joanna Rowsell Shand      | 4:12.152    | QG,   |
| 2   | 3       | USA Estados Unidos | Sarah Hammer Kelly Catlin Chloe Dygert Jennifer Valente             | 4:12.282[A] | QG    |
| 3   | 4       | CAN Canadá         | Allison Beveridge Jasmin Glaesser Kirsti Lay Georgia Simmerling     | 4:15.636    | QB    |
| 4   | 2       | NZL Nova Zelândia  | Lauren Ellis Racquel Sheath Rushlee Buchanan Jaime Nielsen          | 4:17.592    | QB    |
| 5   | 3       | AUS Austrália      | Georgia Baker Annette Edmondson Amy Cure Melissa Hoskins            | 4:20.262    | Q5    |
| 6   | 1       | ITA Itália         | Simona Frapporti Tatiana Guderzo Francesca Pattaro Silvia Valsecchi | 4:22.964    | Q5    |
| 7   | 1       | CHN China          | Huang Dongyan Jing Yali Ma Menglu Zhao Baofang                      | 4:23.678    | Q7    |
| 8   | 2       | POL Polônia        | Daria Pikulik Edyta Jasińska Justyna Kaczkowska Natalia Rutkowska   | DSQ [B]     |       |

- A  Também foi um recorde olímpico até ser superado pela Grã-Bretanha na bateria seguinte
- B  Polónia foi desqualificada por violação do artigo 3.2.097[3]
- QG = qualificado para a disputa pelo ouro
- QB = qualificado para a disputa pelo bronze
- Q5 = qualificado para a disputa de quinto lugar
- Q7 = qualificado para a disputa de sétimo lugar

### Final

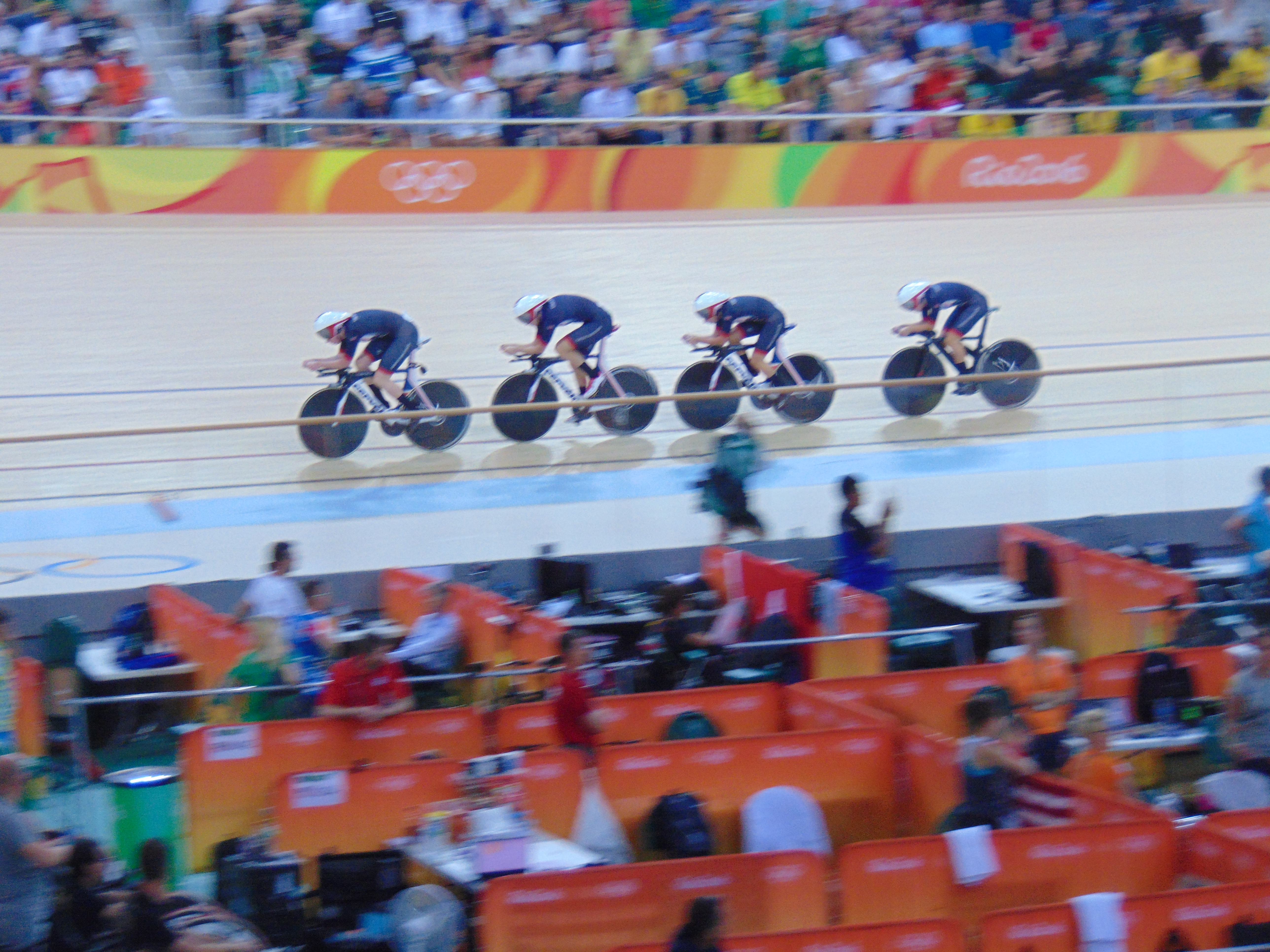
A equipe britânica superou os Estados Unidos na disputa pelo ouro.

| Pos.                           | CON                | Ciclista                                                               | Resultado | Notas |
| ------------------------------ | ------------------ | ---------------------------------------------------------------------- | --------- | ----- |
| Disputa pelo 7º lugar          |                    |                                                                        |           |       |
| 7                              | CHN China          | Huang Dongyan Jing Yali Ma Menglu Zhao Baofang                         |           |       |
| Disputa pelo 5º lugar          |                    |                                                                        |           |       |
| 5                              | AUS Austrália      | Georgia Baker Annette Edmondson Ashlee Ankudinoff Amy Cure             | 4:21.232  |       |
| 6                              | ITA Itália         | Beatrice Bartelloni Tatiana Guderzo Francesca Pattaro Silvia Valsecchi | 4:28.368  |       |
| Disputa pela medalha de bronze |                    |                                                                        |           |       |
| Medalha de bronze              | CAN Canadá         | Allison Beveridge Jasmin Glaesser Kirsti Lay Georgia Simmerling        | 4:14.627  |       |
| 4                              | NZL Nova Zelândia  | Lauren Ellis Racquel Sheath Rushlee Buchanan Jaime Nielsen             | 4:18.459  |       |
| Disputa pela medalha de ouro   |                    |                                                                        |           |       |
| Medalha de ouro                | GBR Grã-Bretanha   | Katie Archibald Laura Trott Elinor Barker Joanna Rowsell Shand         | 4:10.236  | ,     |
| Medalha de prata               | USA Estados Unidos | Sarah Hammer Kelly Catlin Chloe Dygert Jennifer Valente                | 4:12.454  |       |